# Fayetteville Patriots 2003-2004
La stagione 2003-04 dei Fayetteville Patriots fu la 3ª nella NBA D-League per la franchigia.
I Fayetteville Patriots arrivarono quarti nella NBA D-League con un record di 21-25. Nei play-off persero la semifinale con gli Asheville Altitude (1-0).

## Roster
| N° | Naz.                   | Ruolo | Sportivo             | Anno | Alt. | Peso |
| -- | ---------------------- | ----- | -------------------- | ---- | ---- | ---- |
| 4  | Stati Uniti (bandiera) | A     | Eric Taylor          | 1976 | 201  | 92   |
|    | Stati Uniti (bandiera) | G     | Junie Sanders        | 1972 | 191  | 100  |
|    | Stati Uniti (bandiera) | A     | Bryan Lucas          | 1978 | 201  | 112  |
|    | Stati Uniti (bandiera) | A     | Britton Johnsen      | 1979 | 208  | 95   |
|    | Stati Uniti (bandiera) | C     | Jason Collier        | 1977 | 213  | 118  |
|    | Stati Uniti (bandiera) | A     | Jason Capel          | 1980 | 203  | 108  |
|    | Stati Uniti (bandiera) | G     | Kenny Satterfield    | 1981 | 188  | 84   |
|    | Stati Uniti (bandiera) | G     | Kent Williams        | 1981 | 188  | 82   |
|    | Stati Uniti (bandiera) | G     | Omar Cook            | 1982 | 185  | 86   |
|    | Stati Uniti (bandiera) | C     | Darrell Johns        | 1976 | 216  | 129  |
|    | Stati Uniti (bandiera) | A     | Cedric Henderson     | 1975 | 201  | 98   |
|    | Stati Uniti (bandiera) | G     | Brian Brown          | 1979 | 193  | 91   |
|    | Stati Uniti (bandiera) | C     | Ernest Brown         | 1979 | 213  | 111  |
|    | Stati Uniti (bandiera) | G     | Chudney Gray         | 1978 | 191  | 84   |
|    | Stati Uniti (bandiera) | AC    | Tarvis Williams      | 1978 | 206  | 91   |
|    | Stati Uniti (bandiera) | C     | Marc Mazur           | 1979 | 208  | 120  |
|    | Stati Uniti (bandiera) | A     | Greg Stevenson       | 1978 | 198  | 100  |
|    | Danimarca (bandiera)   | C     | Chris Christoffersen | 1979 | 218  | 136  |
|    | Sudan (bandiera)       | G     | Kueth Duany          | 1980 | 198  | 86   |
|    | Stati Uniti (bandiera) | A     | Donnell Knight       | 1979 | 201  | 91   |
|    | Stati Uniti (bandiera) | A     | Sam Clancy           | 1980 | 201  | 109  |
|    | Stati Uniti (bandiera) | C     | Nick Neumann         | 1980 | 216  | 111  |
|    | Stati Uniti (bandiera) | AC    | Alvin Pettway        | 1979 | 206  | 109  |

## Staff tecnico
- Allenatore: Jeff Capel
- Vice-allenatore: Sam Worthen